# Thomas Dufter
Thomas Dufter (* 20. Dezember 1966 in Inzell) ist ein ehemaliger deutscher Nordischer Kombinierer.

## Werdegang
Dufter, der für den SC Hammer startete, gewann bei den Deutschen Meisterschaften 1989 seinen ersten nationalen Titel in der Nordischen Kombination vor Hubert Schwarz und Thomas Müller. Zudem gewann er mit der Mannschaft Gold. Am 21. Januar 1989 gab Dufter sein Debüt im Weltcup der Nordischen Kombination. In Breitenwang gelang ihm mit dem 13. Platz auch auf Anhieb ein Punkteerfolg. Zum Saisonende in Lake Placid gelang ihm sein erster Top-10-Platz.
Bei den Deutschen Meisterschaften 1990 gewann er Silber im Einzel und Gold im Team. In die Saison 1990/91 startete er im B-Weltcup und gewann dabei den Einzelwettbewerb in Planica. Im Januar 1991 wechselte er daraufhin zurück in den Weltcup und erreichte in Schonach im Schwarzwald erneut eine Platzierung unter den besten zehn. Bei der Nordischen Skiweltmeisterschaft 1991 im Val di Fiemme startete Dufter mit der Mannschaft und verpasste mit dem Team als Vierter nur knapp eine Medaille.
1991 gewann Dufter bei den Deutschen Meisterschaften erneut Silber im Einzel und Gold mit der Mannschaft. Ein Jahr später gehörte er zum Aufgebot für die Olympischen Winterspiele 1992 in Albertville. Dabei landete er gemeinsam mit Hans-Peter Pohl und Jens Deimel im Teamwettbewerb auf dem fünften Rang, bevor er im Einzel Platz 12 erreichte. Nach den Spielen gelangen Dufter in Lahti, Trondheim und Oslo drei Top-10-Platzierungen. Damit schloss er seine erfolgreichste Saison auf dem 12. Rang der Gesamtwertung ab.
Sein bestes Einzelergebnis erreichte er in der folgenden Saison 1992/93. In Saalfelden am Steinernen Meer belegte er im Einzel den zweiten Rang und erreichte damit zum ersten und einzigen Mal in seiner Karriere einen Podestrang im Weltcup. Beim Teamwettbewerb der Nordischen Skiweltmeisterschaft 1993 in Falun gewann er gemeinsam mit Deimel und Pohl Bronze.
Bei den Olympischen Winterspielen 1994 in Lillehammer startete er mit seinen mittlerweile 27 Jahren noch einmal im Einzel und im Team, jedoch kam er über die Plätze 23 und 10 nicht mehr hinaus. Im folgenden Jahr gelang Dufter bei den Deutschen Meisterschaften noch einmal der Sieg im Einzel. Zudem gewann er mit dem Team Bronze. Bei den Nordischen Skiweltmeisterschaften 1995 in Thunder Bay landete er auf dem sechsten Rang mit der Mannschaft. Im Einzel trat er nicht an. Im März 1995 bestritt er in Sapporo seinen letzten Weltcup. Seinen letzten Erfolg erreichte er bei den Deutschen Meisterschaften 1996, bei denen er noch einmal Bronze im Team gewann.
Dufters Sohn, der ebenfalls Thomas heißt, ist heute als Skispringer aktiv.

## Erfolge

### Weltcup-Statistik
Die Tabelle zeigt die erreichten Platzierungen im Einzelnen.
- Platz 1.–3.: Anzahl der Podiumsplatzierungen
- Top 10: Anzahl der Platzierungen unter den ersten zehn
- Punkteränge: Anzahl der Platzierungen innerhalb der Punkteränge
- Starts: Anzahl gelaufener Rennen in der jeweiligen Disziplin

| Platzierung         | Einzel a | Sprint | Massenstart | Team   | Team    | Gesamt |
| Platzierung         | Einzel a | Sprint | Massenstart | Sprint | Staffel | Gesamt |
| ------------------- | -------- | ------ | ----------- | ------ | ------- | ------ |
| 1. Platz            |          |        |             |        |         |        |
| 2. Platz            | 1        |        |             |        |         | 1      |
| 3. Platz            |          |        |             |        |         |        |
| Top 10              | 6        |        |             |        |         | 6      |
| Punkteränge         | 12       |        |             |        |         | 12     |
| Starts              | 12       |        |             |        |         | 12     |
| Stand: Karriereende |          |        |             |        |         |        |